# HMS Achates (H12)
«Акейтіз» (H12) (англ. HMS Achates (H12) — військовий корабель, ескадрений міноносець типу «A» Королівського військово-морського флоту Великої Британії за часів Другої світової війни.
«Акейтіз» був закладений 11 вересня 1928 на верфі компанії John Brown & Company у Клайдбанкі. 11 лютого 1930 року увійшов до складу Королівських ВМС Великої Британії. З початку Другої світової війни брав активну участь у бойових діях; бився в Атлантиці, на Середземному морі та в арктичних водах. Брав активну участь у битві в Данській протоці, рейді на Кіркенес та Петсамо, в операції «Смолоскип».
31 грудня 1942 року в бою в Баренцовому морі, що стався між кораблями охорони союзного конвою JW 51B і німецькими рейдерами «Адмірал Гіппер» і «Лютцов», «Акейтіз» загинув.

## Дизайн і конструкція
«Акейтіз» (H12) належав до есмінців типу «A», що конструктивно базувався на проекті новітнього на той час есмінця «Амазон».
Корпус «Акейтіз» мав загальну довжину між перпендикулярами — 98,5 м, бімс — 9,8 м та осадку до 3,7 м. Водотоннажність бойового корабля становила: стандартна — 1370—1380 та повна — 1778—1790 довгих тонн відповідно. Екіпаж есмінця складався зі 138 офіцерів та матросів, однак у воєнний час був збільшений до 162 осіб.
Головна енергетична установка становила три триколекторні Адміралтейських котли з пароперегрівником і два одноступінчатих турбозубчатих редуктори Парсонса. Порівняно з HMS «Амазон» енергетична установка була сильно спрощена. У результаті знизилася економічність і загальна потужність енергоустановки, але британці виграли в експлуатаційної надійності, а ціна есмінця за рахунок більш простої машини знизилася на 15—20 %. Розміщення ГЕУ — лінійне. Котли розміщувалися в ізольованих відсіках, турбіни — у загальному машинному відділенні, при цьому редуктори були відокремлені від турбін водонепроникною перегородкою. Робочий тиск пару — 21,2 кгс/см² (20,5 атм.), температура — 316 °С (600 °F). Потужність механізмів становила 34 000 к. с., і швидкість ходу досягала 35,25 вузла, у повному навантаженні — 31,75 вузла.
Есмінець мав повну заправку до 394—396 тонн палива та діяв на дальності до 4080 морських миль (7560 км) при ході 15 вузлів (28 км/год).

## Озброєння
Корабельна артилерія головного калібру (ГК) есмінця HMS «Акейтіз»: 4 нових 120-мм (4,7-дюймових) гармати Мk.IX довжиною ствола в 45 калібрів, із підвищеним кутом піднесення до 30°, в палубних установках Mk.XIV A, B, X та Y Гармати вели вогонь 23-кг боєприпасами різного типу: фугасними снарядами підвищеної потужності «HE» та напівбронебійними снарядами «SAP» на відстань до 15 520 м, зі швидкістю 810 м/с. Боєкомплект кожної гармати становив 190 снарядів. Система управління артилерійським вогнем корабля становила оптичний далекомір «MQ I» з базою в 3 метри і приладом управління артилерійським вогнем «Приціл-директор для есмінців» (DDS).
Зенітне озброєння корабля складалося з двох 40-мм гармат QF 2 Mark II, що розташовувалися на бортах есмінців між трубами, з боєкомплектом 500 пострілів на ствол.
Торпедне озброєння есмінця включало два чотиритрубних 533-мм торпедних апарати «QR III». Для боротьби з підводними цілями споконвічно призначалися 2 бомбомети та 4 жолоби для скидання 8 глибинних бомб, однак через обмеженість простору частку оснащення довелось зняти та залишити лише три жолоби для застосування глибинних бомб.

## Історія

### Довоєнний час
Після введення до строю, «Акейтіз» разом з однотипними есмінцями типу «A» та лідером «Кодрінгтон» увійшли до 3-ї флотилії есмінців, що проходила службу на Середземному морі. У 1934 році постраждав під час військових навчань у наслідок зіткнення з лідером ескадрених міноносців «Кодрінгтон». Під час Громадянської війни в Іспанії патрулював узбережжя цієї країни. До початку Другої світової війни повернувся до Великої Британії до Плімута.

### Початок
На початок Другої світової війни, корабель перебував у складі 18-ї флотилії есмінців, із базуванням на Портленд, і ніс службу у Ла-Манші, виконуючи завдання з ескорту конвоїв та протичовнового патрулювання прибережних вод. У січні 1940 року виконував охоронні функції на підступах до Британських островів у так званому Командуванні Західних підходів. Того ж місяця 1940 року «Акейтіз» разом з есмінцями «Ентоні» та «Ерроу» супроводжував перехід британського лінкора «Роял Соверін» до канадського Галіфаксу. Пізніше повернувся до Британських островів, де входив до складу сил, що забезпечували супровід конвоїв. У складі цього угруповання кораблів британського флоту діяв до червня 1940 року.
У липні 1940 року переведений до 16-ї флотилії есмінців у Гаріджі, де виконував завдання із захисту конвоїв та патрулювання прибережних вод.
10 серпня 1940 року «Акейтіз» разом з есмінцями «Антілоуп» та «Форчун» взяв участь у рятуванні вцілілих з потопленого німецькою субмариною U-56 допоміжного крейсера RMS «Трансільванія».
У жовтні 1940 року разом з крейсером «Кеніа» та есмінцями «Сейбр», «Вімі» та «Ерроу» забезпечував супровід конвою WS 3B у Західних підходах.
У листопаді 1940 року есмінець включений до 4-ї ескортної групи, що базувалася на Грінок, для захисту атлантичних конвоїв. 2 листопада разом з «Антилопою» ескортував конвой OB 237. Взяв участь у пошуку німецької субмарини U-31, однак, через відмову ASDIC, невдало. Незабаром увійшов до складу ескорту конвою HX 83. Разом з есмінцем «Гесперус» брав участь у рятувальних заходах з пошуку постраждалих з потоплених німецьким підводним човном U-99, допоміжним крейсерів «Патроклус» та «Лаурентік».
Бій у Данській протоці
21 травня 1941 «Акейтіз» разом з п'ятьма іншими есмінцями включений до складу ескорту лінійного крейсера HMS «Худ» та лінійного корабля «Принц Уельський», що здійснювали пошук та переслідування німецької рейдерської групи з лінкора «Бісмарк» та важкого крейсера «Принц Ойген» у Данській протоці. Британські кораблі планували дозаправитись на базі у Хваль-фіорді, Ісландія та продовжити пошук ворожих кораблів далі.
Ввечері 23 травня, різко погіршали погодні умови, і адмірал Л.Голланд віддав наказ есмінців збільшити швидкість. Якщо ж вони будуть неспроможні утримувати такий темп, капітальні кораблі чекати на них не будуть і проводжатимуть самостійний пошук далі без підтримки ескадрених міноносців. О 2:15 24 травня командувач віддав наказ кораблям супроводу продовжити рух у північному напрямку. О 05:35 німецькі кораблі були виявлені «Худом», і потім німці побачили наближення британського лінійного крейсера. О 05:52 сталась швидкоплинна стрілянина між бойовими кораблями Крігсмаріне та Королівського флоту, а о 06:01, «Худ» зазнавши важких уражень від артилерії противника, переломився навпіл та за дві хвилини затонув.
«Акейтіз» разом з п'ятьма іншими есмінцями перебував приблизно на відстані 60 миль від місця бою. Першим до району битви прибув есмінець «Електра», що з'явився в районі затоплення гордості британського флоту «Худа» за дві години після трагедії й встигнув врятувати тільки 3 осіб з числа екіпажу лінійного крейсера «Худ».

### Перші арктичні конвої
27 липня 1941 року з Ісландії вийшли два з'єднання кораблів, які повинні були атакувати Шпіцберген і узбережжя Норвегії. До складу другого з'єднання, що вийшло для проведення рейду на Кіркенес і Петсамо, входили авіаносці «Фьюріос» і «Вікторіос», на борту яких перебувало близько 100 літаків палубної авіації, важкі крейсери «Девоншир» і «Саффолк» та 6 есмінців супроводження «Ескапада», «Антілоуп», «Ектів», «Акейтіз», «Інтрепід» і «Ентоні». Під керівництвом контр-адмірала У. Ф. Вейк-Волкера воно повинно було підтвердити в очах громадськості панування британського флоту у морях Крайньої Півночі й допомогти Радянському Союзі, вже більше місяця воював з Німеччиною. Однак проведений 30 липня наліт не мав особливого успіху, оскільки німці утримували на своїх базах сильну протиповітряну оборону і знищили зенітним вогнем 16 британських літаків.
Однак, «Акейтіз» не зміг взяти повноцінної участі у цій операції через те, що підірвався на британській морській міні й був відбуксований есмінцем «Ентоні» до Сейдісфіордюра. У наслідок підриву на міні 63 особи загинуло та 25 членів екіпажу есмінця дістали поранень. Згодом передислокований на ремонт до Британії, де перебував на відновлювальних роботах до квітня 1942 року.
З 16 по 30 травня 1942 року «Акейтіз» входив до ближнього ескорту конвою PQ 16 до Мурманська й під час переходу піддався невдалій атаці німецького підводного човна U-591. З 35 суден конвою 8 було потоплено німецькими субмаринами, торпедоносцями та 2 зазнали пошкоджень.
У листопаді 1942 року, в контексті підготовки операції «Смолоскип» — вторгнення союзних військ на територію Французької Північної Африки, «Акейтіз» був включений до Центральної оперативної групи ВМС, що висаджувала морський десант у районі Орана в Алжирі. 8 листопада 1942 при проведенні операції, французькі підводні човни флоту Віші «Аргонот» і «Актеон» намагалися атакувати англо-американський флот, есмінці «Весткотт» і «Акейтіз» їх потопили.
Бій у Баренцовому морі
31 грудня 1942 року, есмінець виконував бойове завдання з супроводу конвою JW 51B з Лох-Ів до радянського Мурманська, коли транспорти наразилися на німецькі бойові кораблі. Німецькі сили у складі важкого крейсера «Адмірал Гіппер», «кишенькового» лінкора «Лютцов» і шести есмінців прийняли рішення перехопити і знищити конвой. Незважаючи на довгий і наполегливий обстріл конвою, британці, не втративши жодного транспортного судна конвою, зуміли відбити атаку німців.
Однак, близько 11:15 «Акейтіз» ставив димову завісу, намагаючись прикрити транспортники від німців, коли підпав під артилерійський залп з крейсера «Адмірал Гіппер». У наслідок прямого влучення артилерійських снарядів противника в корабель, на есмінці загинув командир корабля та 40 матросів і офіцерів. Ескадрений міноносець під командуванням першого лейтенанта Л.Пейтона-Джонса продовжував виконувати завдання, але близько 13:30 від зазнаних пошкоджень затонув у 135 морських милях на схід-південний схід від Ведмежого острова: 113 людей загинули, 81 особа була врятована.